# Arahitogami
Arahitogami (現人神?) es una palabra japonesa, que significa un dios que es ser humano. Esta palabra aparece por primera vez en el Nihonshoki, pero se asume que fue usada antes de este libro. El más conocido uso de esta palabra es en el Japón previo a 1945, hasta el final de la Segunda Guerra Mundial. En aquellos días el Estado Shinto (Kokka Shintō) aplicó esta palabra al Emperador Hirohito y requirió al pueblo japonés la obediencia absoluta y la lealtad al Emperador como a un dios. Luego, el mismo Hirohito renunció a esta concepción, aduciendo que su relación con la gente no debe descansar en una idea mitológica de tal naturaleza, sino en una dependencia histórica familiar.